# Eragrostis pygmaea
Eragrostis pygmaea là một loài thực vật có hoa trong họ Hòa thảo. Loài này được De Winter mô tả khoa học đầu tiên năm 1969.